# خورنگان
خورنگان یا یاسریه، روستایی از توابع بخش نوبندگان شهرستان فسا در استان فارس ایران است.

## واژه شناسی نام روستا
خورگاہ: بنایی که آفتابگیر باشد، آفتاب رو، برآفتاب، خورتاب
خورنگ: نام یکی از مبارزان سپاه کیخسرو پسر سیاووش افسانه‌ای و قهرمان ایران
خورنگاه: کاخ باشکوه، شکوه و جلال و...
خورنگاه: یکی از دو قصری که نُعمان جهت بهرام ساخته است
خورنگاه: پیشگاه یا ایوان که شاه درآن غذا و شراب می خورد، قصری که نُعمان اکبر به دست سِنمار معمار ایرانی در میان رودان ساخت
خور: روزخور‌، روز درگذشت اشو زردشت پیامبر بزرگ زردشتیان ایوانی که جای افتادن آفتاب باشد
خوردنگاه: جای خوردن طعام واتاق ناهارخوری و قسمتی از کاخ یاکوشک که جای غذاخوردن پادشاه وکسان او باشد.
خورنگه، خورگه: دارالضّیافه، چراکه شهریاران فارس در برابر آفتاب غذا خورند و برای عبادت جای دیگر می رفتند.

## آثار باستانی
آسیاب کلی ( به فتح كاف ): در کنار تپه‌ی شمالی و بالا سر آن، باغی به نام باغ مهذوبی (مهذّبی) اثری از سنگ و ساروج وجود دارد که در نزد اهالی به «آسيؤ کلی» معروف است. هیچ کس آغاز ساخت آن به یاد ندارد. و هر کسی به زعم خود تاریخی برای آن ذکر می کند، حتی قدیمی ترین افراد روستا از تاریخ دقیق بنای آن اظهار بی‌اطلاعی می‌نمایند؛ این بنا روزگاری آسیاب آبی روستا بوده و آب چرخاندن چرخ های سنگی آن از رودخانه شمالی روستا تأمین و به وسیله ی جوی آبی که آثارش هنوزدرکناره تپه باقی ست به آسیاب منتقل می گردید . وشاید بنایش به هزاران سال برسد .
حمام محله ی بالا : این حمام در سال ۱۲۷۷ ش توسط حاج میرزا محمدصادق کشمیری شیرازی ( پدر میرزامحمود « پدربزرگ خانم هماتاج همایون ، همسر تیمسار سید محمود همایونی » مالک وقت خورنگان ، ساخته شد و به عنوان عام المنفعه وقف نمود ، و در اختیار کسانی قرار داد که با کار بر روی آن علاوه بر استفاده ی مردم ، امور زندگی خود را نیز تامین نمایند . طی سالها افرادی بر روی آن کار کردند . این حمام از سنگ و ساروج و بسیار محکم و دارای چند طاق گنبدی شکل به ارتفاع ۵ متر و با زیربنای ۲۵ در ۱۲ متر می باشد . کف حمام نسبت به سطح کوچه یک متر پایین تر است . این حمام دارای مخزن بزرگ آب گرم به نام خزينه بود که آب آن توسط آب جوی پر و با هیزم و بوته های خارگرم می شد . چون در آن روزگاران منازل شخصی دارای حمام شخصی نبود ، از اذان صبح تا ساعت ۸ صبح مردان ، و از صبح تا ساعت ۵ عصر حمام زنانه بود . این حمام از سال ۱۳۴۳ به دنبال لوله کشی آب روستا به صورت حمام بهداشتی ، و از حالت خزينه بیرون آمد و از سال ۱۳۶۱ که به مرور درمنازل حمام شخصی ساخته شده از رونق افتاد . در غرب این حمام باغچه ای است که به باغچه حمام معروف است و در این باغچه چند چاه بزرگ وجود داشت که در اصل فاضلاب حمام بود که با از کارافتادن حمام آن چاه ها نیز از خاک پرگردید .
كلوپه : دو چاه با عمق کم درکنارتپه ی شرقی وکنارجاده ی شمالی وجود دارد که به گفته اهالی محل آسیای آبی دیگری بوده که قدمت آن از آسیاب کلی خیلی بیشتر است و آبراه سنگی بالا سرمحل آن ، حکایت از این دارد که آب آسیاب از « بِن » با رودخانه تأمین می گردیده است . این دو چاه یکی به صورت چهارگوش و دیگری استوانه شکل است . این محل درنزد اهالی به « کُلوپَه » مشهور است که عمرش بالغ بر ۱۰۰۰ سال است . از آنجا که شکل ظاهری این اثرنشان می دهد ، احتمال یک آتشکده دردوران ساسانی و قبل از آن باشد خالی از تصور نیست . هرچند نمی توان این احتمال را به درستی تصدیق کرد .

## جمعیت
روستای خورنگان در دهستان نوبندگان قرار دارد و براساس سرشماری مرکز آمار ایران در سال ۱۳۸۵، جمعیت آن ۲٬۶۱۹ نفر (۶۲۶خانوار) بوده‌است.